# Ижко, Виктория Викторовна
Виктория Викторовна Ижко (в девичестве Скачко; 2 мая 1973) — советская и украинская футболистка, защитница. Мастер спорта Украины. Выступала за сборную СССР.

## Биография
В юном возрасте начала выступать на взрослом уровне в чемпионате СССР за клуб «Арена» (Киев). Вызывалась в сборную СССР, где в 1990—1991 годах провела не менее 14 матчей. Участница первого официального матча сборной СССР — 26 марта 1990 года против Болгарии (4:1), в котором вышла на замену на 61-й минуте вместо Татьяны Бикейкиной.
О выступлениях на Украине после распада СССР сведений нет[уточнить]. Вызывалась в сборную Украины.
В 1998 году перешла в российский клуб «Энергия» (Воронеж), провела не менее 4 матчей в высшей лиге России, выступая уже под фамилией Ижко. Также сыграла один матч за воронежский клуб в августе 2003 года.
В 2011 году номинировалась на V Национальную церемонию награждения «Виктория Футбола» в номинации «Лучшая футболистка Украины», где рассматривались действующие и завершившие карьеру игроки.